# Зечеви
Зечеви (лат. Leporidae) су породица сисара из реда двозубаца (Lagomorpha). Крупније врсте из породице називају се зечеви и налазе се у роду зец (Lepus), док се ситније врсте из осталих десет родова називају кунићи. Породица зечева укључује више од 60 врста, од којих се око половине налази у роду зец (Lepus). 

## Разлика између зечева и кунића
Поред величине, зечеви и кунићи разликују се и по томе што су уши и задње ноге зечева дуже него код кунића. Као и по томе што су склоништа кунића јазбине у земљи које сами себи копају (са изузетком већине америчких врста кунића), док зечеви праве склоништа на површини. Млади зечеви се рађају скоро потпуно способни за самостални живот, док се млади кунићи рађају без длаке и слепи, а прогледају тек после две недеље. Зечеви живе усамљенички, док кунићи живе у групама. Такође, кунићи се лакше припитомљавају него зечеви.

## Опис
Заједничко за све врсте из породице зечева (Leporidae) је тело прилагођено брзом кретању. Зечеви (Leporidae) имају дуже задње ноге од предњих. На предњим ногама имају по пет прстију, а на задњим по четири прста. Стопала су им длакава, што им помаже при трчању, јер боље приањају уз подлогу, а имају и јаке канџе на свим прстима. Уши су им дуге, покретне и имају одличан слух. Очи су им велике и имају одличан ноћни вид, што је веома значајно имајући у виду да су они углавном активни у сумрак, ноћу и у свитање.
Најмањи представник породице зечева (Leporidae) је пигмејски кунић (Brachylagus idahoensis), који достиже дужину од 25 до 29cm и тежину од око 300g, а највећи је европски зец (Lepus europaeus), који достиже дужину од 50–76cm и тежину од 2,5 до 5kg.
Зечеви (Leporidae) су биљоједи, који се хране претежно травом и зељастим биљем, као и лишћем, воћем и семењем.

## Распрострањеност
Зечеви су аутохтони на свим континентима осим Антарктика и Аустралије. А као инвазивна врста насељени су у Аустралију и на многа острва Океаније (европски кунић), где представљају озбиљан еколошки проблем.

## Класификација
Породица Зечеви (Leporidae):
- Род Pentalagus
  - Амамски кунић
 (Pentalagus furnessi)
- Род Bunolagus
  - Речни кунић или бушмански кунић
 (Bunolagus monticularis)
- Род Nesolagus
  - Суматрански пругасти кунић
 (Nesolagus netscheri)
  - Анамитски пругасти кунић
 (Nesolagus timminsi)
- Род Romerolagus
  - Вулкански кунић
 (Romerolagus diazi)
- Род Brachylagus
  - Пигмејски кунић
 (Brachylagus idahoensis)
- Род Sylvilagus
  - Подрод Tapeti
    - Мочварни кунић
 (Sylvilagus aquaticus)
    - Тапити или бразилски кунић или шумски кунић
 (Sylvilagus brasiliensis)
    - Костарикански кунић
 (Sylvilagus dicei)
    - Омилтемски кунић
 (Sylvilagus insonus)
    - Мочварски кунић
 (Sylvilagus palustris)
    - Венецуелански низијски кунић
 (Sylvilagus varynaensis)

  - Подрод Sylvilagus
    - Пустињски кунић или пустињски памучнорепи кунић
 (Sylvilagus audubonii)
    - Монсонопланински кунић или монсонопланински памучнорепи кунић
 (Sylvilagus cognatus)
    - Мексички кунић или мексички памучнорепи кунић
 (Sylvilagus cunicularis)
    - Источноамерички кунић или флоридски памучнорепи кунић
 (Sylvilagus floridanus)
    - Тресмаријашки кунић или тресмаријашки памучнорепи кунић
 (Sylvilagus graysoni)
    - Планински кунић или планински памучнорепи кунић
 (Sylvilagus nuttallii)
    - Апалачки кунић или апалачки памучнорепи кунић
 (Sylvilagus obscurus)
    - Тексашки кунић или тексашки памучнорепи кунић
 (Sylvilagus robustus)
    - Новоенглески кунић или новоенглески памучнорепи кунић
 (Sylvilagus transitionalis)

  - Подрод Microlagus
    - Калифорнијски чекињасти кунић
 (Sylvilagus bachmani)
    - Санхозеански чекињасти кунић
 (Sylvilagus mansuetus)
- Род Oryctolagus
  - Европски кунић или дивљи кунић
 (Oryctolagus cuniculus)
- Род Poelagus
  - Буњороански кунић
 (Poelagus marjorita)
- Род Pronolagus
  - Наталски кунић
 (Pronolagus crassicaudatus)
  - Риђи кунић или џејмсонов кунић
 (Pronolagus randensis)
  - Смитов кунић
 (Pronolagus rupestris)
  - Хјуитов кунић
 (Pronolagus saundersiae)
- Род Caprolagus
  - Чекињасти кунић или асамски кунић
 (Caprolagus hispidus)
- Род зец (Lepus)
  - Подрод Macrotolagus
    - Зец антилопа
 (Lepus alleni)

  - Подрод Poecilolagus
    - Амерички зец
 (Lepus americanus)

  - Подрод Lepus
    - Поларни зец
 (Lepus arcticus)
    - Аљаскански зец
 (Lepus othus)
    - Бели зец или планински зец
 (Lepus timidus)

  - Подрод Proeulagus
    - Црнорепи зец или амерички пустињски зец или велики кунић
 (Lepus californicus)
    - Белобоки зец или мексички зец
 (Lepus callotis)
    - Капски зец
 (Lepus capensis)
    - Тевантепечки зец
 (Lepus flavigularis)
    - Еспиритусантоански зец или острвски зец или црни зец или црносмеђи зец
 (Lepus insularis)
    - Савански зец
 (Lepus saxatilis)
    - Пустињски зец
 (Lepus tibetanus)
    - Зец толај
 (Lepus tolai)

  - Подрод Eulagos
    - Кантабријски зец
 (Lepus castroviejoi)
    - Јунански зец
 (Lepus comus)
    - Корејски зец
 (Lepus coreanus)
    - Италијански зец или корзикански зец
 (Lepus corsicanus)
    - Европски зец или обични зец или дивљи зец
 (Lepus europaeus)
    - Иберијски зец
 (Lepus granatensis)
    - Манџурски зец
 (Lepus mandschuricus)
    - Тибетански вунасти зец или тибетански зец
 (Lepus oiostolus)
    - Етиопски горски зец
 (Lepus starcki)
    - Белорепи зец
 (Lepus townsendii)

  - Подрод Sabanalagus
    - Етиопски зец
 (Lepus fagani)
    - Афрички савански зец
 (Lepus microtis)

  - Подрод Indolagus
    - Хајнански зец
 (Lepus hainanus)
    - Индијски зец
 (Lepus nigricollis)
    - Бурмански зец
 (Lepus peguensis)

  - Подрод Sinolagus
    - Кинески зец
 (Lepus sinensis)

  - Подрод Tarimolagus
    - Јаркандски зец
 (Lepus yarkandensis)

  - Подрод Incertae sedis
    - Јапански зец
 (Lepus brachyurus)
    - Абисинијски зец
 (Lepus habessinicus)